# 松竹京都撮影所
松竹京都撮影所（しょうちくきょうとさつえいじょ）は、かつて大正から昭和にかけて京都市に存在した松竹キネマあるいは松竹が直営した日本の映画スタジオである。時代劇を製作していた。1923年（大正12年） - 1952年（昭和27年）には左京区の下加茂（下鴨宮崎町）、1952年（昭和27年） - 1965年（昭和40年）までは右京区の太秦（太秦堀ヶ内町）にあった。
2008年（平成20年）、京都映画を源流とする企業「松竹京都映画株式会社」が「株式会社松竹京都撮影所」を新規に設立、太秦堀ヶ内町の同社の撮影所を「松竹京都撮影所」と改称した。ここでは、松竹キネマ/松竹直営の「松竹京都撮影所」についてのみ述べる。

## データ
下加茂
- 所在地 京都府京都市左京区下鴨宮崎町

北緯35度02分15.78秒 東経135度46分9.44秒 / 北緯35.0377167度 東経135.7692889度
太秦堀ヶ内町
- 所在地 京都府京都市右京区太秦堀ヶ内町12-9[1]

北緯35度00分47.48秒 東経135度42分1.44秒 / 北緯35.0131889度 東経135.7004000度

## 変遷
「松竹京都撮影所」という名の撮影所の変遷である。
| 年号   | 名称                 | 所在地           | 経営会社               | 備考                                                         |
| ------ | -------------------- | ---------------- | ---------------------- | ------------------------------------------------------------ |
| 1923年 | （松竹下加茂撮影所） | 左京区下鴨宮崎町 | 松竹キネマ株式会社     | 開所                                                         |
| 1925年 | -                    | 左京区下鴨宮崎町 | 松竹キネマ株式会社     | 蒲田へ引き上げ、閉鎖                                         |
| 1926年 | 松竹京都撮影所       | 左京区下鴨宮崎町 | 松竹キネマ株式会社     | 再開所して改称                                               |
| 1952年 | 松竹京都撮影所       | 太秦堀ヶ内町     | 松竹株式会社           | 旧松竹太秦撮影所へ移転、下加茂は譲渡                         |
| 1965年 | -                    | 太秦堀ヶ内町     | 松竹株式会社           | 閉鎖                                                         |
| 1975年 | （京都映画撮影所）   | 太秦堀ヶ内町     | 京都映画株式会社       | 松竹子会社・京都映画が下加茂を閉鎖、移転                     |
| 2008年 | （松竹京都撮影所）   | 太秦堀ヶ内町     | 株式会社松竹京都撮影所 | 新規設立（実質改称）                                         |
| 2011年 | （松竹京都撮影所）   | 太秦堀ヶ内町     | 株式会社松竹撮影所     | 経営会社が社名変更、東京スタジオを新規設立（実質改称）、現行 |

## 下加茂
1923年（大正12年）9月1日に起きた関東大震災に東京の松竹蒲田撮影所が罹災したため、松竹下加茂撮影所として開設された。同月、壊滅した蒲田から一時現代劇の撮影が移転してきた。1925年（大正14年）6月には、蒲田に引き上げ、閉鎖となる。
1926年（大正15年）1月、松竹京都撮影所と改称して再オープンした。1927年（昭和2年）、林長二郎（後の長谷川一夫）の『稚児の剱法』が爆発的ヒット。『雪之丞変化』、『残菊物語』など「下加茂カラー」と呼ばれる時代劇で一世を風靡した。 
第二次世界大戦後の1950年（昭和25年）、撮影所内のフィルム原版倉庫より火災が発生した。1952年（昭和27年）、京都映画（のちの松竹京都映画、現在の松竹京都撮影所）に松竹が出資して子会社化し、下加茂の撮影所を同社に譲って「京都映画撮影所」となり、「松竹京都撮影所」は太秦堀ヶ内町に移転、同地の「松竹太秦撮影所」を「松竹京都撮影所」と改称した。
「京都映画撮影所」と改称した下加茂は、1975年（昭和50年）に閉鎖された。

## 太秦堀ヶ内町
1935年（昭和10年）にマキノ正博が開所した「マキノトーキー製作所」に端を発する太秦堀ヶ内町の「松竹太秦撮影所」を、1952年に「松竹京都撮影所」と改称、従来の下加茂から移転した。
太秦に移転してからは大曽根辰保監督による『花の生涯』、渋谷実監督の『青銅の基督』、小林正樹監督の『切腹』などが撮影された。映画産業の斜陽化により、1965年（昭和40年）に閉鎖された。
1974年（昭和49年）、太秦堀ヶ内町の撮影所は、下加茂の「京都映画撮影所」を閉鎖した京都映画に譲渡され、「京都映画撮影所」となる。2008年（平成20年）に同所は、再度「松竹京都撮影所」と改称した。⇒ 松竹京都撮影所 (企業)

## 註
1. 1 2 3 4 5 6 7 8 9 10 11 12 13  #外部リンク欄の松竹京都撮影所（2008年設立）公式サイトの「松竹京都撮影所 : 沿革」リンク先の記述を参照。二重リンクを省く。